# Ashford International
Ashford International vasútállomás Angliában, Ashfordban.

## Vasútvonalak
Az állomást az alábbi vasútvonalak érintik:
- Marshlink-vasútvonal
- South Eastern fővonal
- CTRL
- Ashford-Ramsgate-vasútvonal
- Maidstone-vonal

## Kapcsolódó állomások
A vasútállomáshoz az alábbi állomások vannak a legközelebb:
- Westenhanger railway station
- Wye railway station
- Ham Street railway station
- Pluckley railway station
- Charing railway station
- Ebbsfleet International
- Eurotunnel Folkestone Terminal
- Canterbury West railway station